# Svenska Akademiens tolkningspris
Svenska Akademiens tolkningspris instiftades 1965 och utdelas av Svenska Akademien som "belöning för värdefull tolkning av svensk diktning till främmande språk". Prisbeloppet är 60 000 kronor (2024).

## Pristagare
- 1965 – Nelly Sachs
- 1966 – Leif Sjöberg
- 1966 – Muriel Rukeyser
- 1968 – Zygmunt Lanowski
- 1969 – Josef B. Michl
- 1970 – Otto Oberholzer
- 1971 – Alan Blair
- 1972 – Justo Jorge Padrón
- 1973 – Giacomo Oreglia
- 1974 – Maurice Gravier
- 1975 – Francisco J. Uriz
- 1976 – János Csatlós
- 1977 – Lennart Bruce
- 1978 – Robin Fulton
- 1979 – Paul Austin Britten
- 1980 – Arnold Ravel
- 1981 – Valeriu Muntenau
- 1982 – Judith Moffett
- 1983 – Vera Gancheva
- 1984 – Li Zhiyi
- 1984 – Ziying Gao
- 1985 – Zygmunt Lanowski
- 1986 – Solveiga Elsberga
- 1987 – Verena Reichel
- 1988 – Philippe Bouquet
- 1989 – Monique Rask
- 1990 – Zbynek Cernik
- 1991 – C.G. Bjurström
- 1992 – Marc de Gouvenain
- 1993 – Alexandra Afinogenova
- 1994 – Jörg Scherzer
- 1995 – Jean-Baptiste Bruet-Jailly
- 1996 – Rika Lesser
- 1997 – Lluis Solanes
- 1998 – Robin Fulton
- 1999 – Milan Richter
- 2000 – Ülev Aaloe
- 2001 – Ignatij Ivanovskij
- 2002 – Tom Geddes
- 2003 – Paul Britten Austen
- 2004 – Klaus-Jürgen Liedtke
- 2005 – Paul Berf
- 2006 – Daniela Marcheschi
- 2007 – Marina Torres de Uriz
- 2008 – Sarah Death
- 2009 – Peter Graves
- 2010 – Zita Mazeikaite
- 2011 – Carmen Giorgetti Cima
- 2012 – Morteza Saghafian
- 2013 – Janny Middelbeek-Oortgiesen
- 2014 – Juris Kronbergs
- 2015 – Maiping Chen
- 2016 – Ye Wang
- 2017 – Enrico Tiozzo
- 2018 – Lisette Keustermans [1]
- 2019 – Lukas Dettwiler[2]
- 2020 – Katia de Marco[3]
- 2019 – Gisela Kosubek och David McDuff[4]
- 2022 – Marianne Ségol-Samoy och Željka Černok[5]
- 2023 – Justyna Czechowska och Carmen Montes Cano[6]
- 2024 – Mudite Treimane och Sofiya Volkovetska[7]

2025 - Monica Aasprong och Jana Hallberg 